# Pont de Mālān
Le pont de Malan aussi appelé Pul-i-Malan ou Pol-é Mâlân est un pont qui franchit l'Hari Rûd, en Afghanistan, dans la province de Hérat. Il relie le district d'Enjil et celui de Guzara.

## Étymologie et localisation
Le nom de l'édifice signifie « Pont des marchandises ».
Le pont est situé à environ 10 km d'Hérat ou à 6 km au sud selon Dupaigne sur la route de Kandahar. Il est situé sur la route des caravanes reliant l'Iran et l'Inde.

## Historique
Selon un historien du XVe siècle, le pont aurait été construit au début du XIIe siècle, plus précisément 1111-1112, sur ordre du sultan seldjoukide Ahmad Sanjar maître du nord-ouest de l'Afghanistan actuel. L'historien Khondemir le décrit.
À la suite de crues de printemps, l'édifice est endommagé et restauré par Baber au début du XVIe siècle, en 1506. Cette restauration n'est qu'une de celles dont le pont bénéficie.
Le pont est décrit par des voyageurs au cours de la première moitié du XIXe siècle, puis dessiné à la fin du même siècle. Il est photographié au début du XXe siècle par Niedermeyer et est abîmé à ce moment, avec « plusieurs arches (...) effondrées » et également des manques sur le sommet des tours.
La croisière jaune de 1931 passe sur l'édifice.
La route moderne passe sur un autre édifice, le Pol-é Pouchtoun.
Le pont est restauré en 1978 mais perd les parties hautes des tours, qui sont restaurées par l'ONG danoise Daccar en 1995.
Le pont est un enjeu militaire tout comme le Pol-é Pouchtoun lors des combats de l'été 2021 qui aboutissent à une reprise totale du pays par les Talibans qui restaurent l'émirat islamique d'Afghanistan.

## Caractéristiques

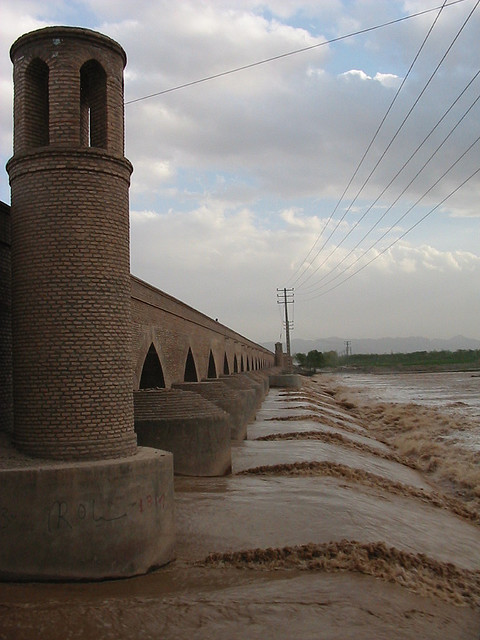
Vue du mur depuis le nord avec une des deux tours.

Le pont possède deux tours sur son accès nord.
Khondemir au XVe siècle cite 28 arches rondes ou en ogives.
Jean-Paul Ferrier au milieu du XIXe siècle compte 26 arches.
Les fondations sont sans doute anciennes.

### Pages liées
- Liste de ponts d'Afghanistan